# Pedro Gual
Pour les articles homonymes, voir Gual.
Pedro José Ramón Gual Escandón (Caracas, Venezuela, le 17 janvier 1783 - Guayaquil, en Équateur, le 6 mai 1862), est un avocat vénézuélien, homme d'État, journaliste et diplomate. En 1824, comme chancelier de Grande Colombie, il négocie avec le diplomate américain Richard Clough Anderson le traité Anderson-Gual, premier traité bilatéral que les États-Unis ont signé avec un autre État américain.
Il a été président du Venezuela pour trois courtes périodes en 1858, 1859 et 1861.

## Source
- (en) Cet article est partiellement ou en totalité issu de l’article de Wikipédia en anglais intitulé « Pedro Gual Escandón » (voir la liste des auteurs).